# Helmut Habermayer
Helmut Habermayer (* 1959 in Niederösterreich) ist ein Generalmajor des österreichischen Bundesheeres.

## Militärische Laufbahn

### Ausbildung und erste Verwendungen
Helmut Habermayer trat 1977 in das Bundesheer ein und absolvierte 1981 die Theresianische Militärakademie als Aufklärungsoffizier. Er wurde anschließend als Zugskommandant eingesetzt und später Kompaniekommandant der 3. Kompanie des Heeresaufklärungsbataillons.

### Dienst als Stabsoffizier
Von 1988 bis 1991 absolvierte er den 12. Generalstabslehrgang an der Landesverteidigungsakademie, anschließend wurde als G3 Stabsoffizier im Militärkommando Niederösterreich eingesetzt.
1993 wurde er in die Operationsabteilung als „Joint 2“ in das Bundesministerium für Landesverteidigung versetzt, wo er für militärische Aufklärung und Sicherheit verantwortlich war und wechselte 1996 als Stabschef in das Militärkommando Tirol.
Von 1998 bis 1999 kommandierte er das Panzergrenadierbataillon 35 der 3. Panzergrenadierbrigade.
Ab 2002 war er stellvertretender Leiter der Abteilung Militärstrategie im Bundesministerium für Landesverteidigung und Experte bei der Bundesheerreformkommission für die Bereiche Bedrohung & Risikoanalyse, Networkcentric Warfare und ISTAR.

### Dienst im Generalsrang
Als Brigadier war Habermayer ab 2006 Leiter der Strategieabteilung des Bundesheeres und Mitglied im Kernplanungsteam Management BH 2010. 2013 wurde er Leiter der Gruppe Strukturen und Organisation und Cyber-Koordinator sowie Chief Information Officer des ÖBH.
Im Jahr 2021 wurde Helmut Habermayer in das Kabinett der Frau Bundesminister und des Generalsekretärs als Leiter des Projektprogramms „UNSER HEER“ berufen.

### Auslandseinsätze
- 1984 und 1985 als Kompaniekommandant einer Gebirgsjägerkompanie im Rahmen der UNDOF-Mission auf dem Golan (Syrien)[2][1]
- 2001 als Kommandant des österreichischen Kontingents der KFOR-Mission[1]
- seit Januar 2023 als Kommandant der Operation Althea in Bosnien und Herzegowina[1]

### Weiterführende Ausbildung
- 1993 OSZE-Verifikationsausbildung an der Führungsakademie in Hamburg
- 1996 absolvierte er den Senior Staff Officers Course am NATO-Defence College in Rom
- Von 1999 bis 2000 absolvierte das Studium an der National Defense University in Washington, D.C. als Distinguished Graduate
- 2004 erfolgte der Abschluss des individuellen Diplomstudiums an der Universität Wien
- 2005 Abschluss der Qualitätsmanagement-Ausbildung an der SAP Business School Vienna
- 2010 Teilnahme am NATO General Flag Officers Course in Rom